# Königliche Gewächshäuser in Laken

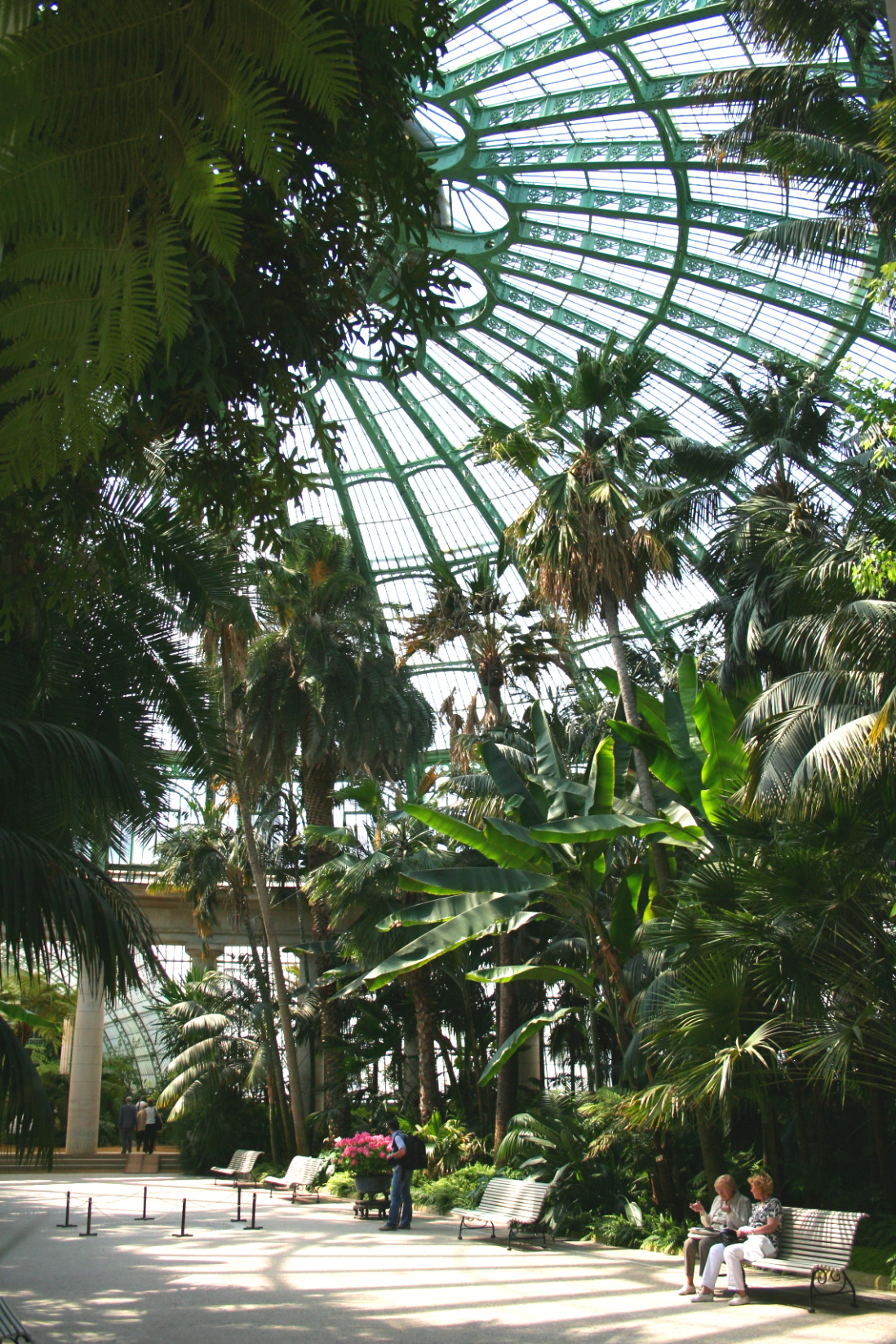
Innenansicht des "Jardin d'hiver"

Die Königlichen Gewächshäuser in Laken (französisch Serres Royales de Laeken, niederländisch Koninklijke Serres van Laken) sind ein riesiger Komplex von monumentalen Gewächshäusern im Park des Schlosses Laken in Brüssel und eine der Touristenattraktionen der Stadt. Der Komplex wurde vom belgischen König Leopold II. in Auftrag gegeben und von Alphonse Balat entworfen. 
Der Komplex wurde zwischen 1874 und 1895 gebaut, teilweise finanziert durch die von grausamen Verbrechen begleitete Ausbeutung des Kongos im Auftrag von Leopold II., der den Kongo 1884 als Privatbesitz erhalten hatte. Mit der sogenannten 'Eisenkirche', einem überdachten Gewächshaus, das ursprünglich als königliche Kapelle dienen sollte, wurde er fertiggestellt. 
Die Gesamtfläche beträgt 2,5 Hektar. 800.000 Liter Öl werden jährlich benötigt, um die Gebäude zu heizen. Der Aufwand hinter den Glashäusern erscheint auch abseits der Heizung und damit des größten Kostenpunktes beträchtlich. Unter anderem werden auch immense Mengen an Wasser zum Gießen und Sprengen der Pflanzen benötigt. Zudem sind die Glasfenster in den warmen Monaten des Jahres weiß gestrichen, um den Sonneneinfall zu reduzieren. Im Herbst muss die Farbe wieder weg, um im Winter für genügend Sonne zu sorgen.
Der Komplex kann nur von April bis Mai während einer dreiwöchigen Zeitspanne besucht werden. Zu dieser Zeit sind die meisten Blumen in Blüte.

## Galerie

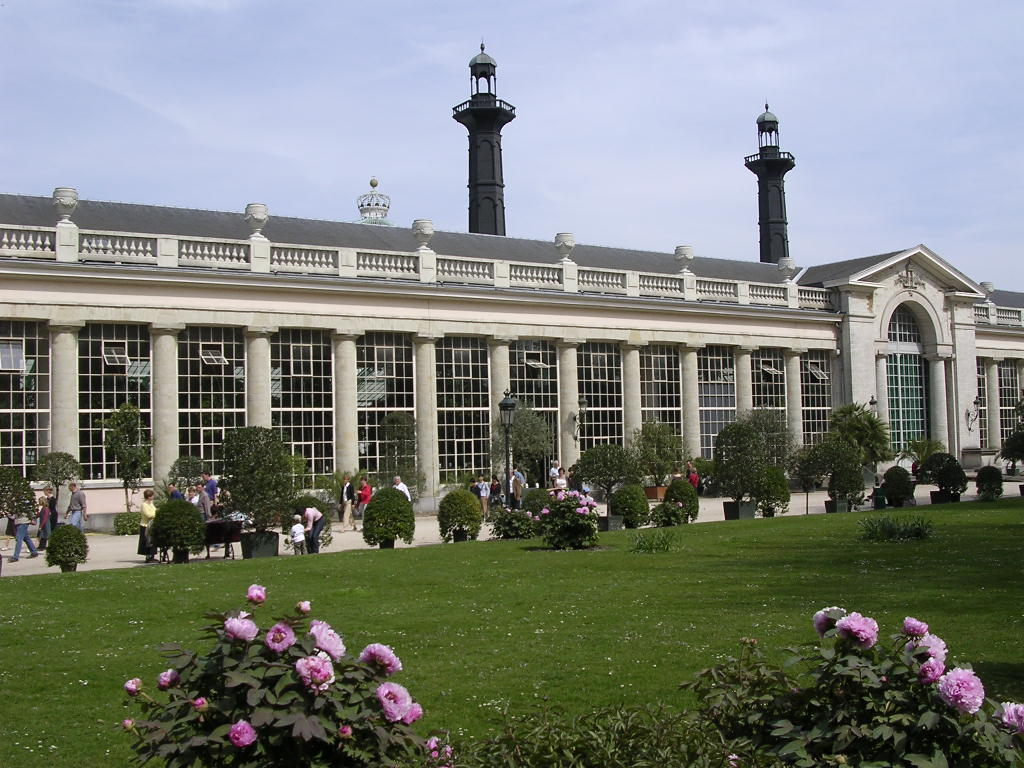
Orangerie
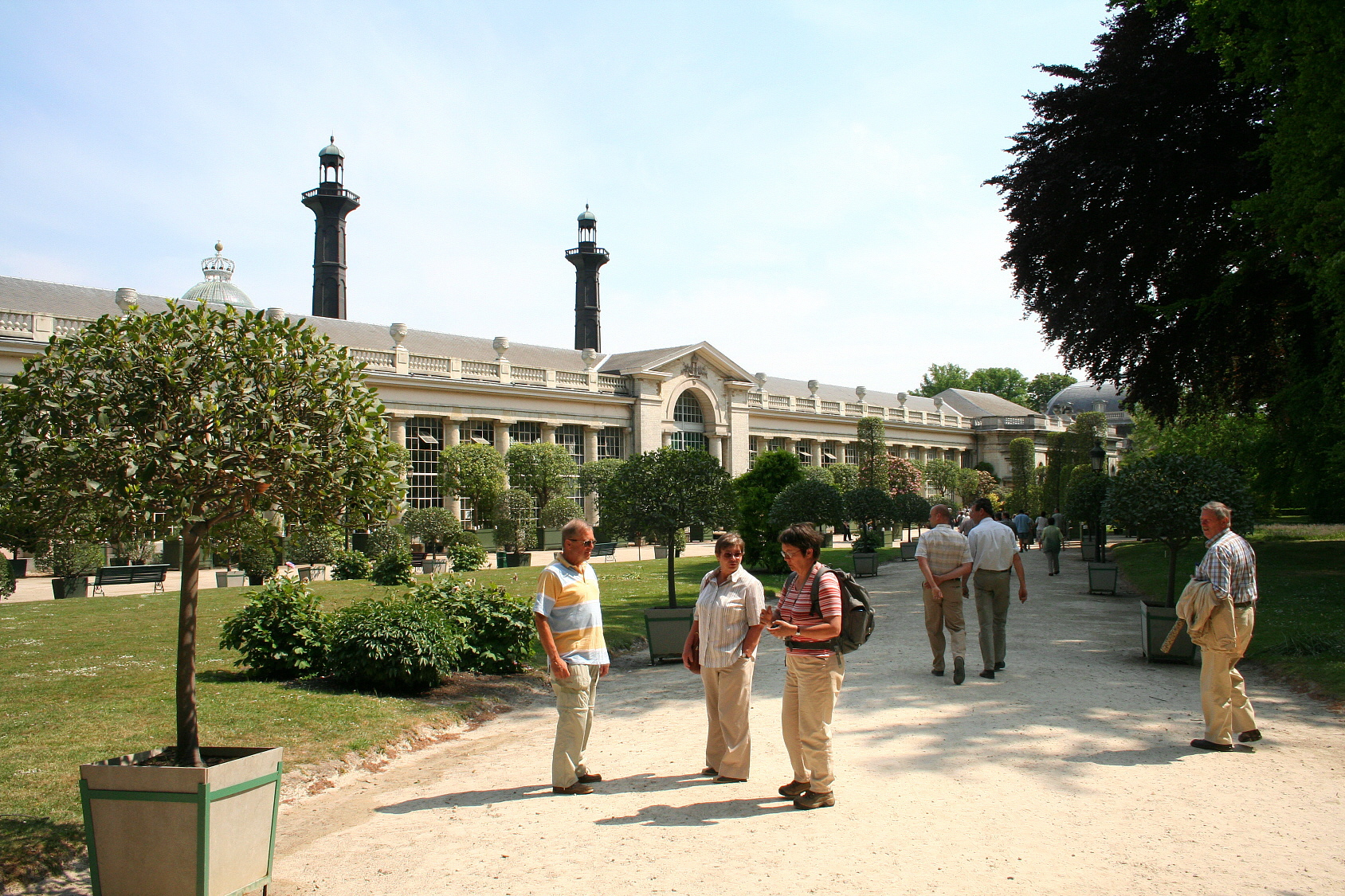
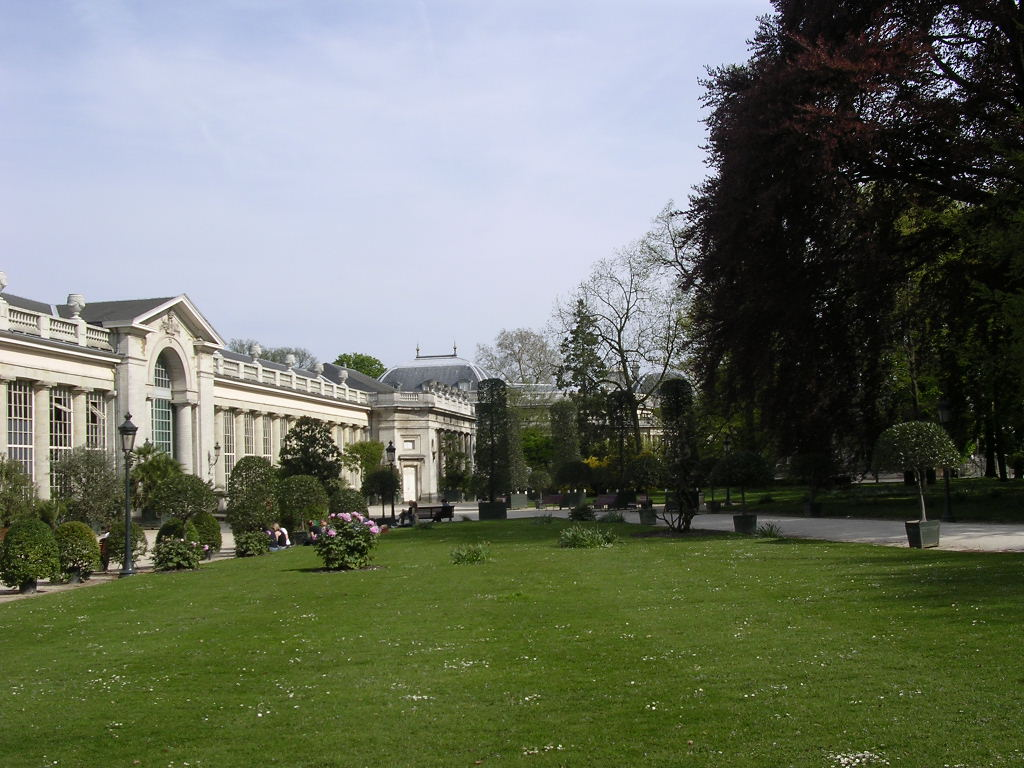
Ansicht der Orangerie in Richtung des Theaters
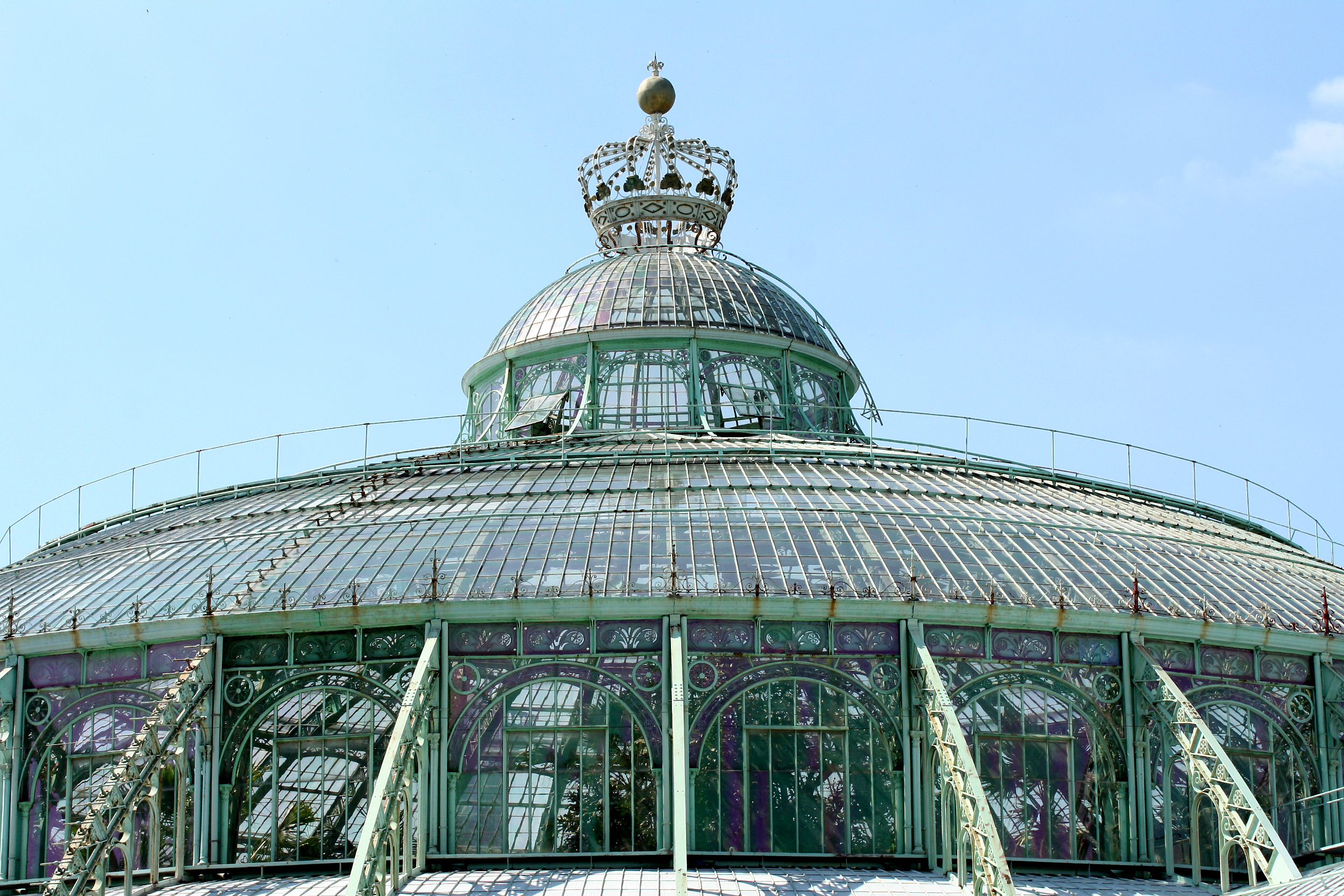
"Jardin d'hiver/Wintertuin"
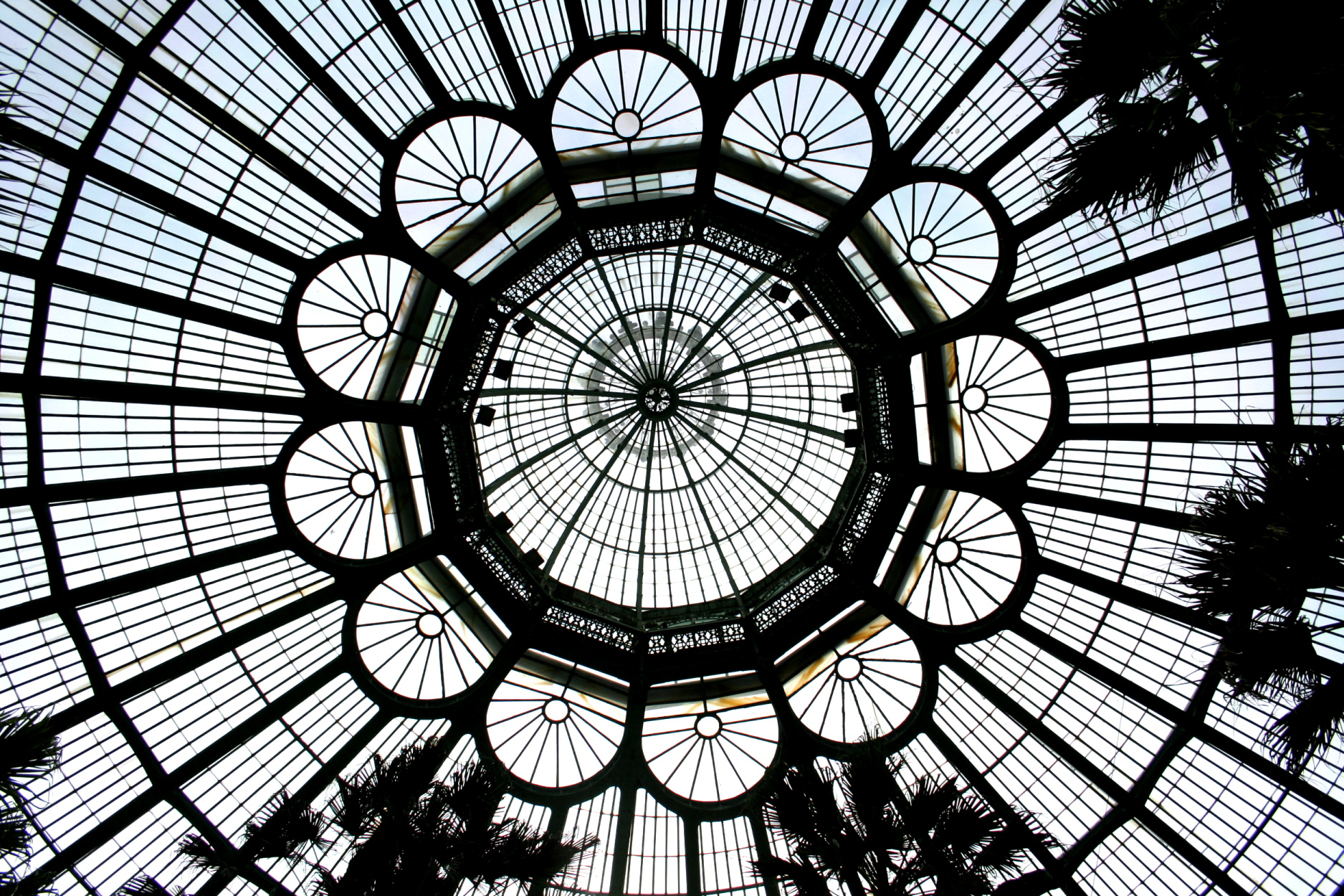
Unter der Kuppel des "Jardin d'hiver"
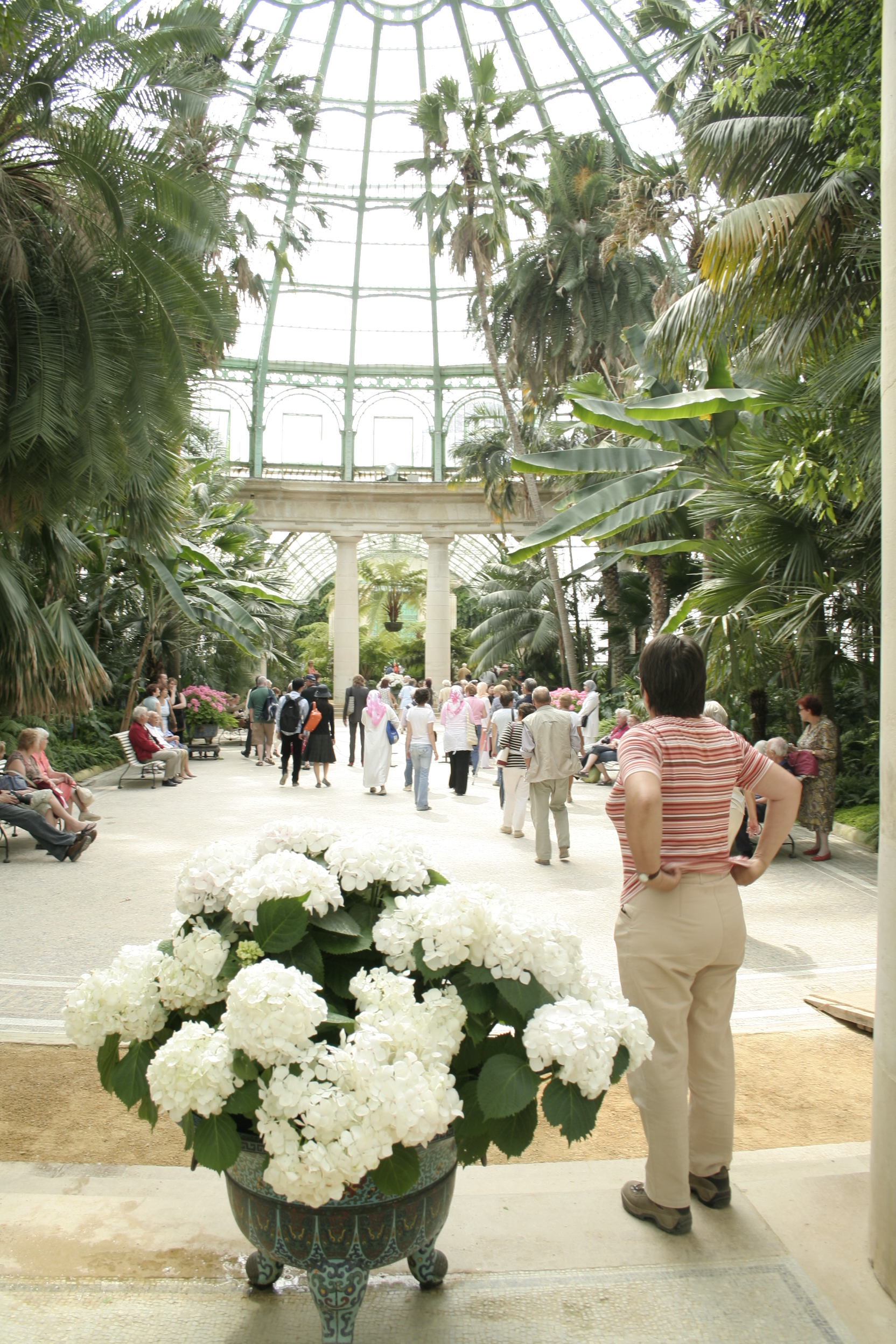
Besucher im "Jardin d'hiver"
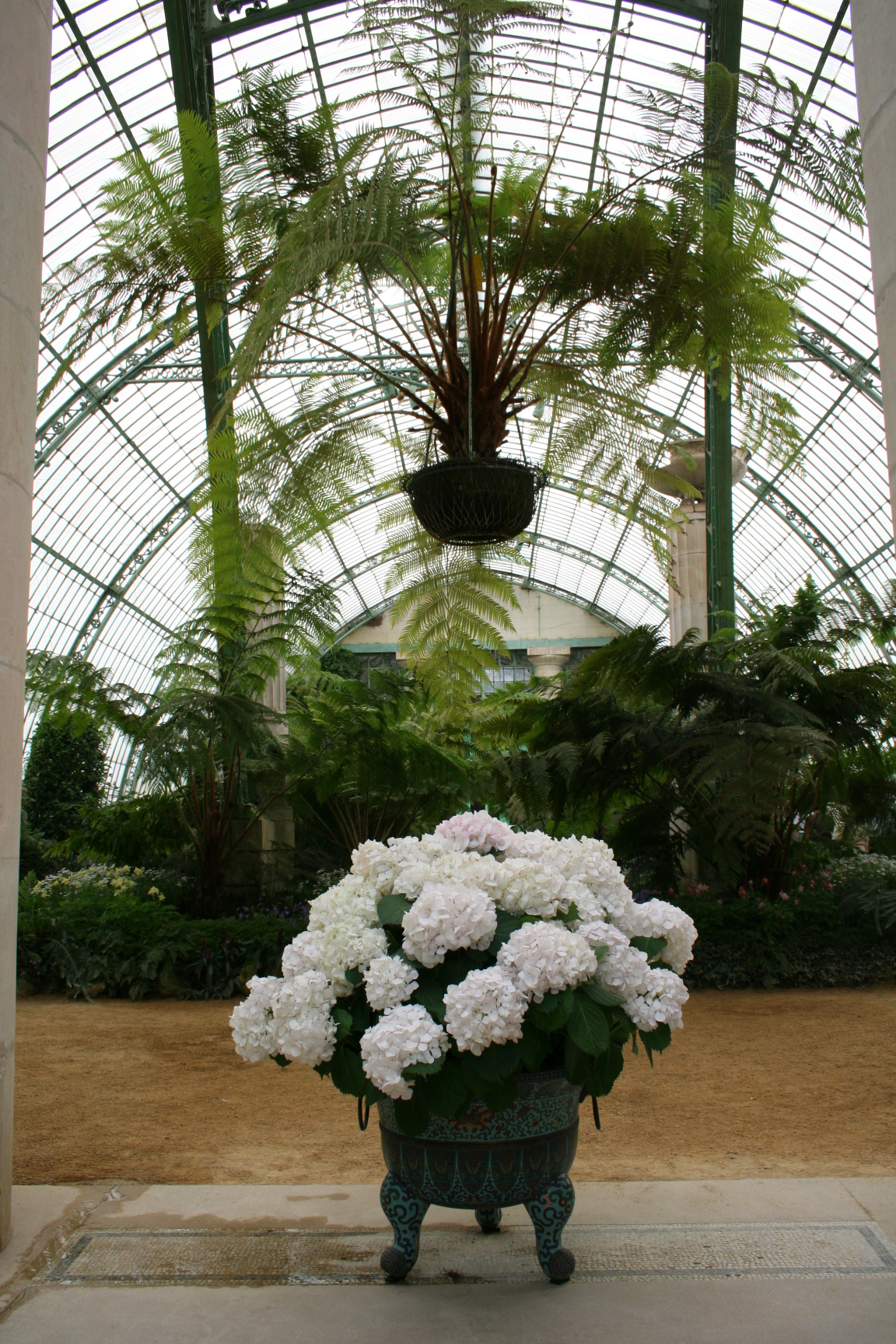
Abzweigung zwischen dem "Jardin d'hiver" und der Orangerie
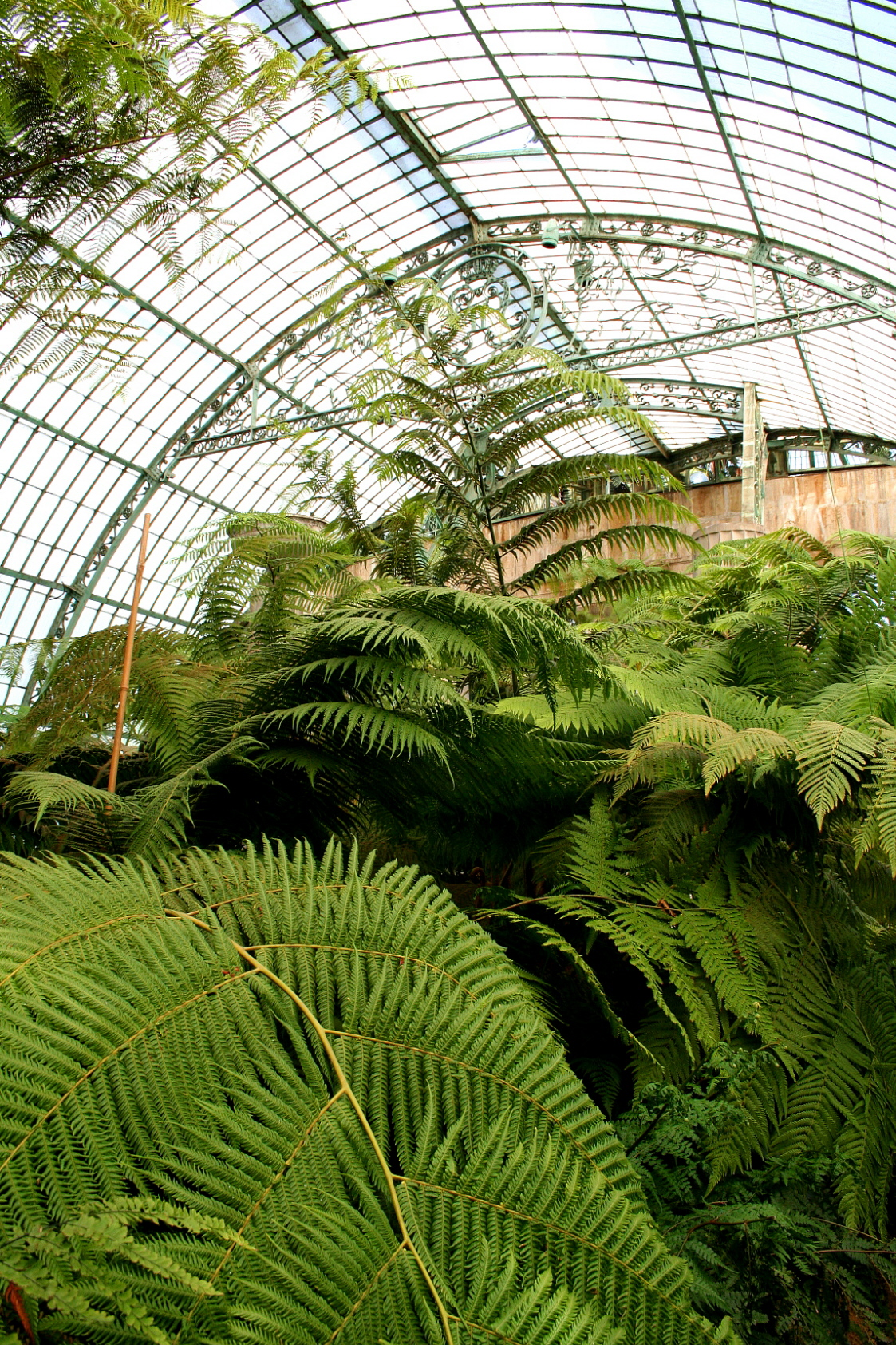
Abzweigung zwischen dem "Jardin d'hiver" und der Orangerie
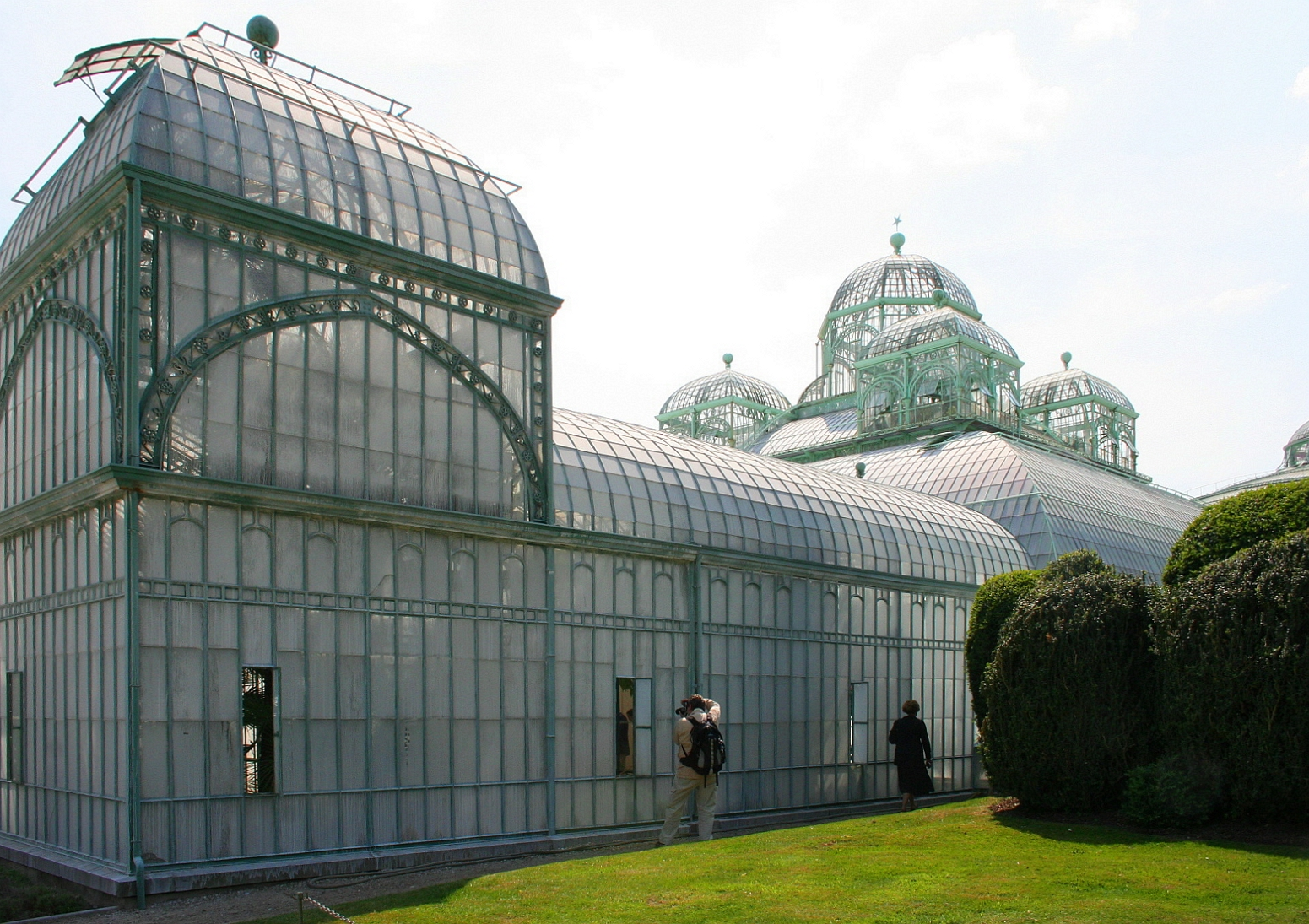
"Embarcadère" and "Serre du Congo"
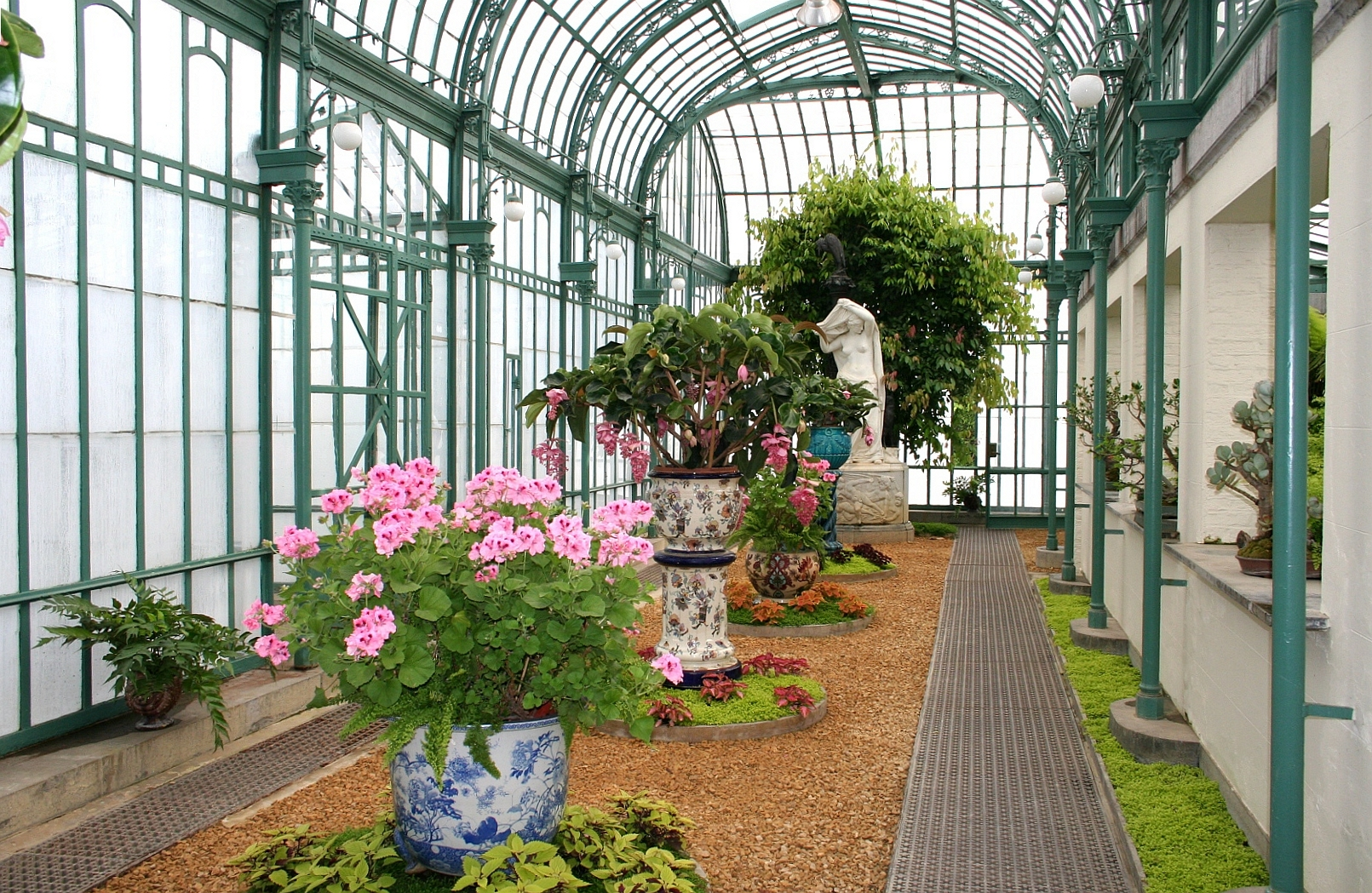
Innenansicht des "Embarcadère"
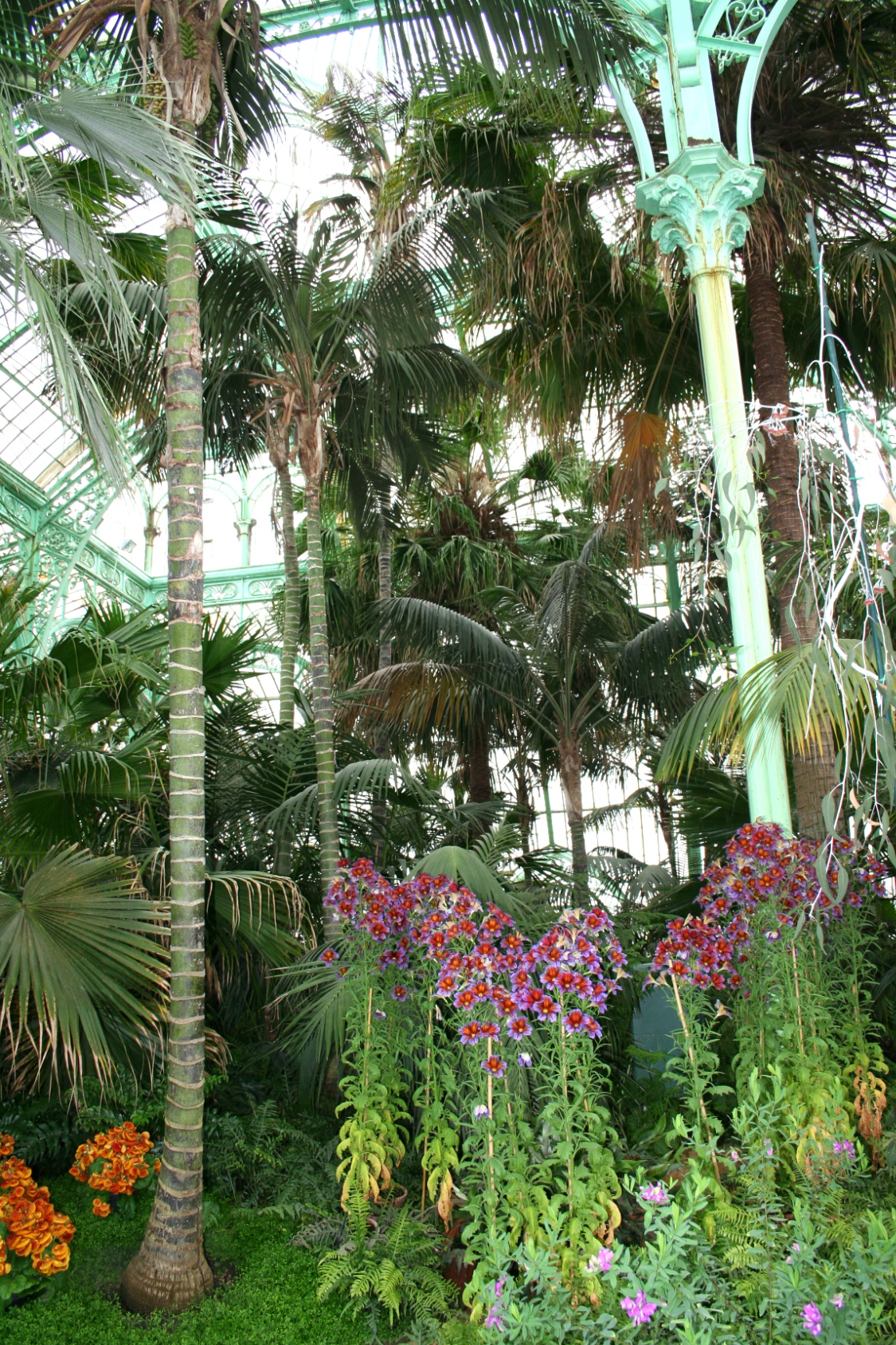
Innenansicht des "Serre du Congo"
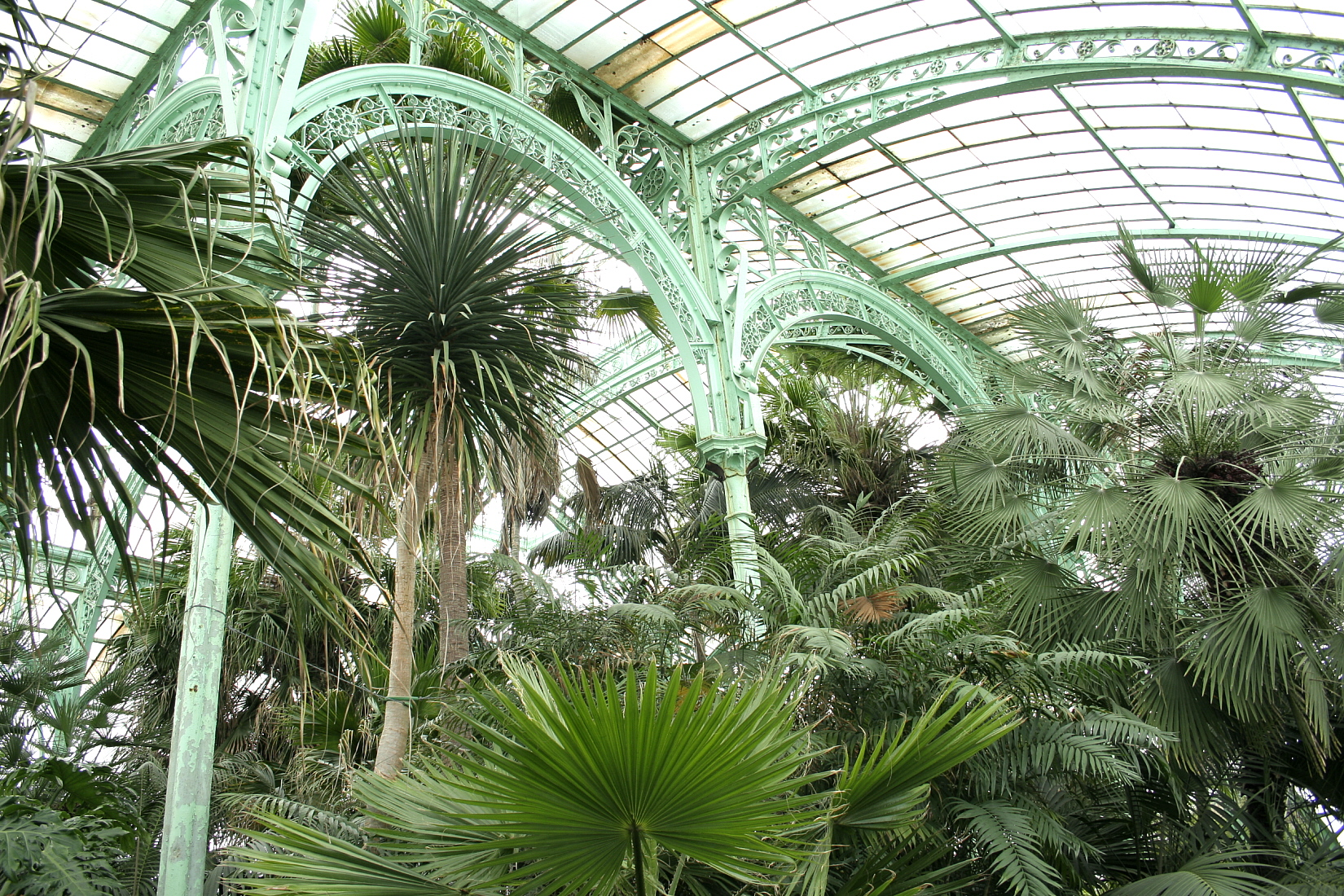
Innenansicht des "Serre du Congo"
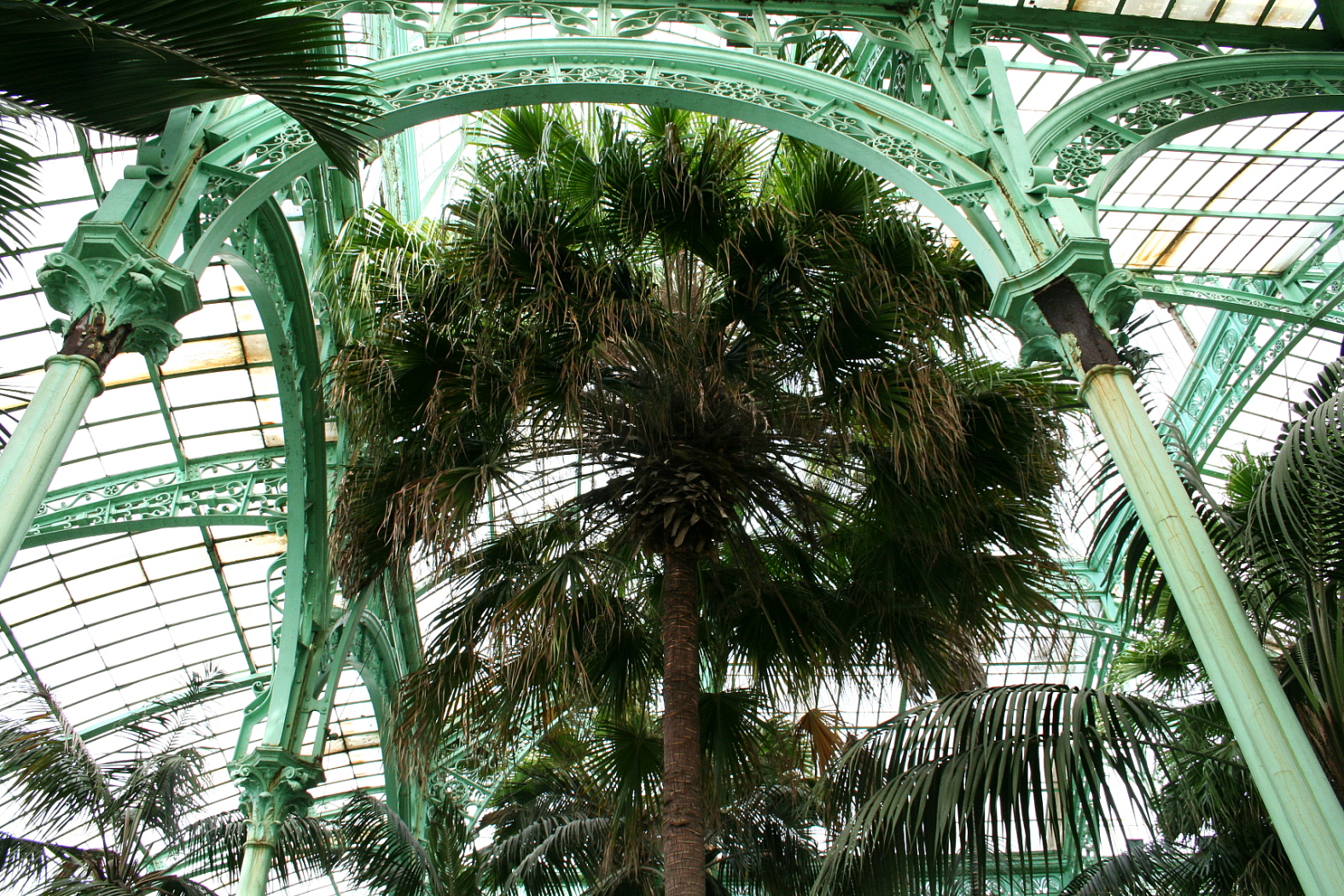
Innenansicht des "Serre du Congo"
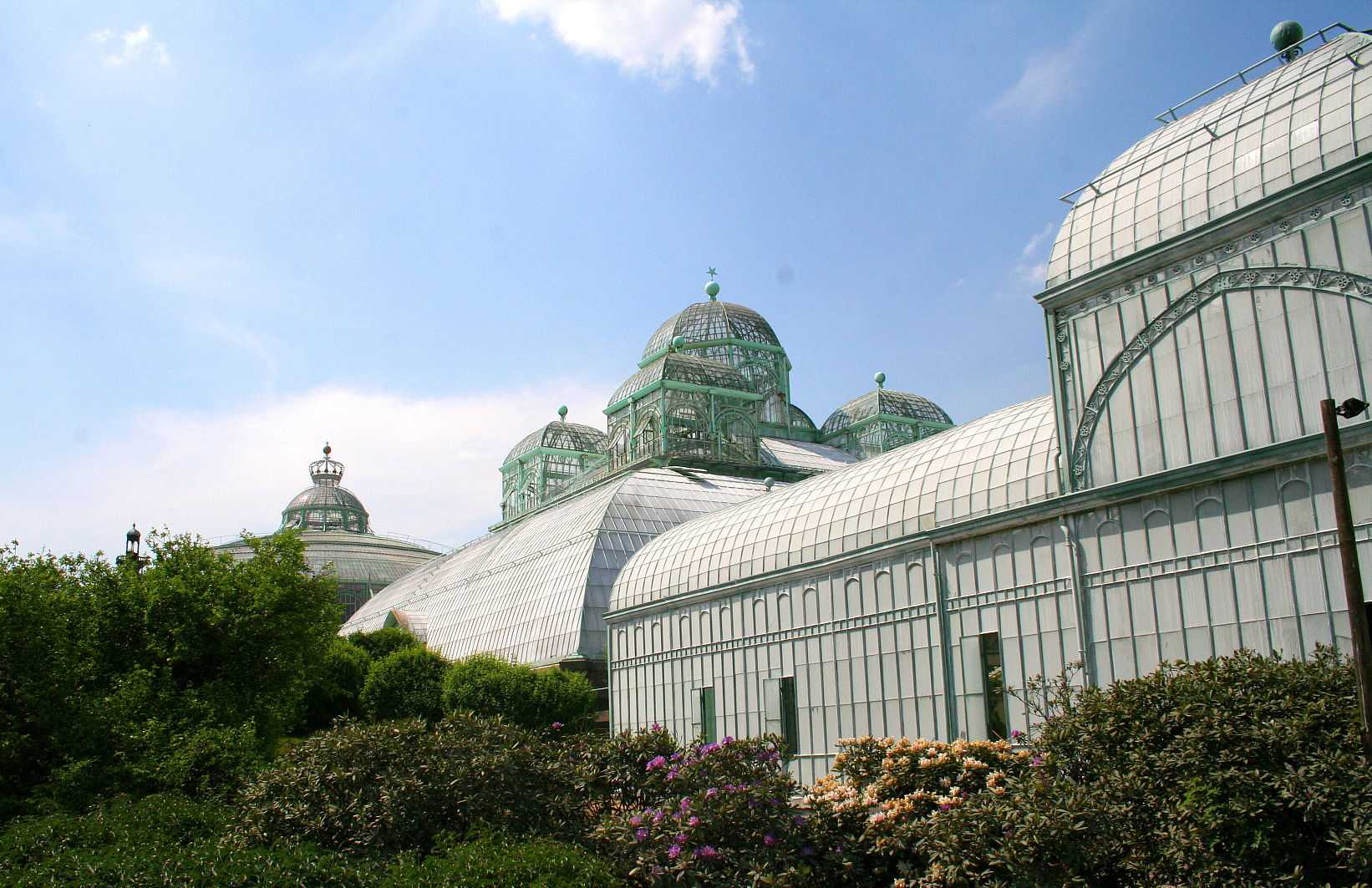
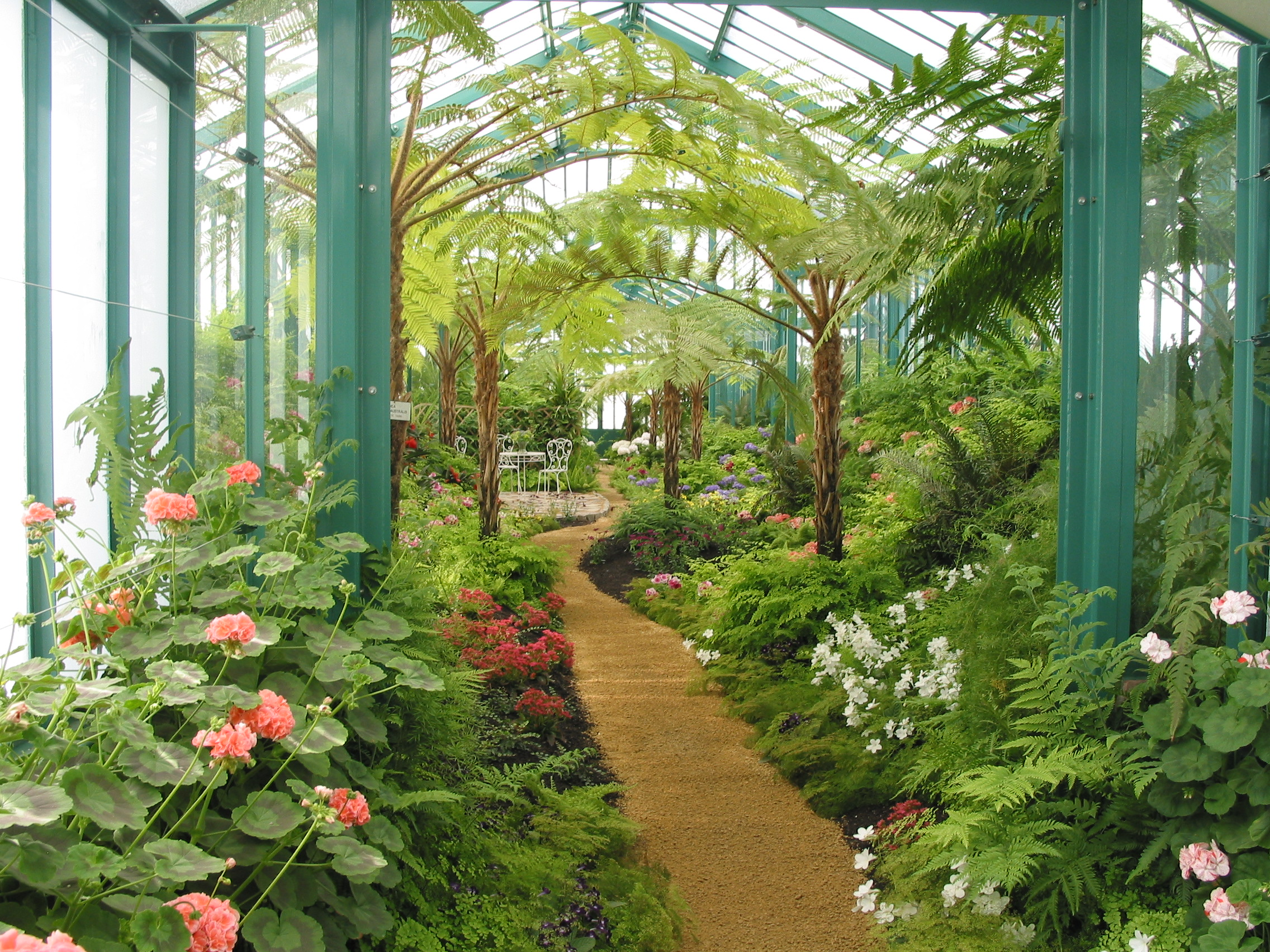
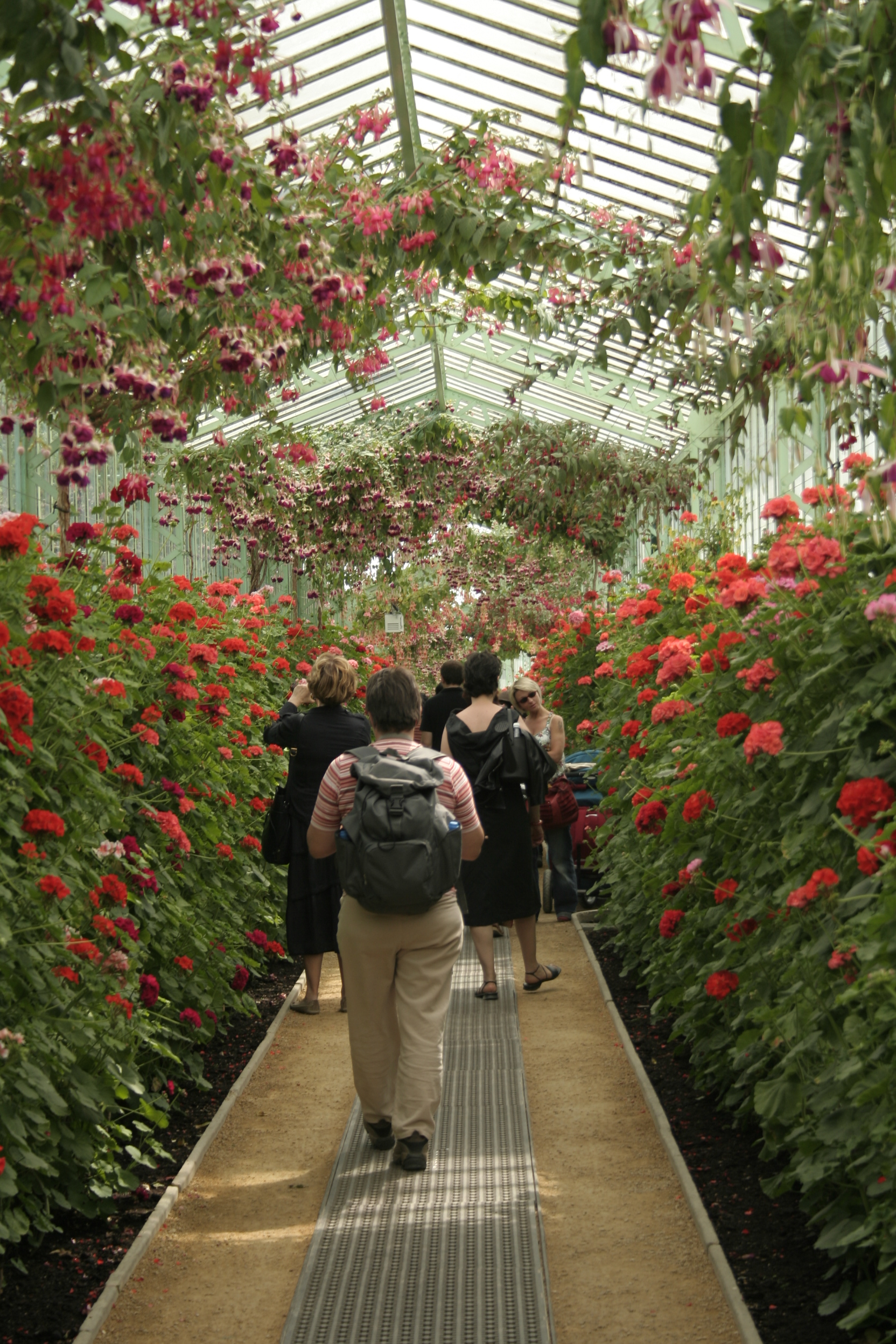
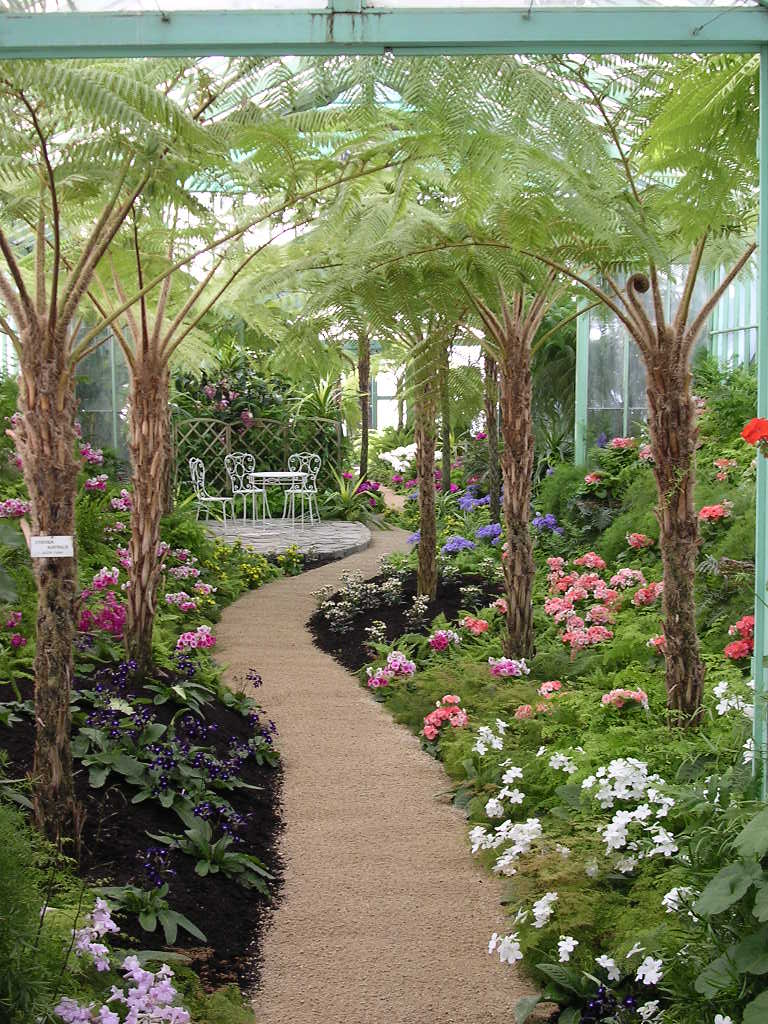
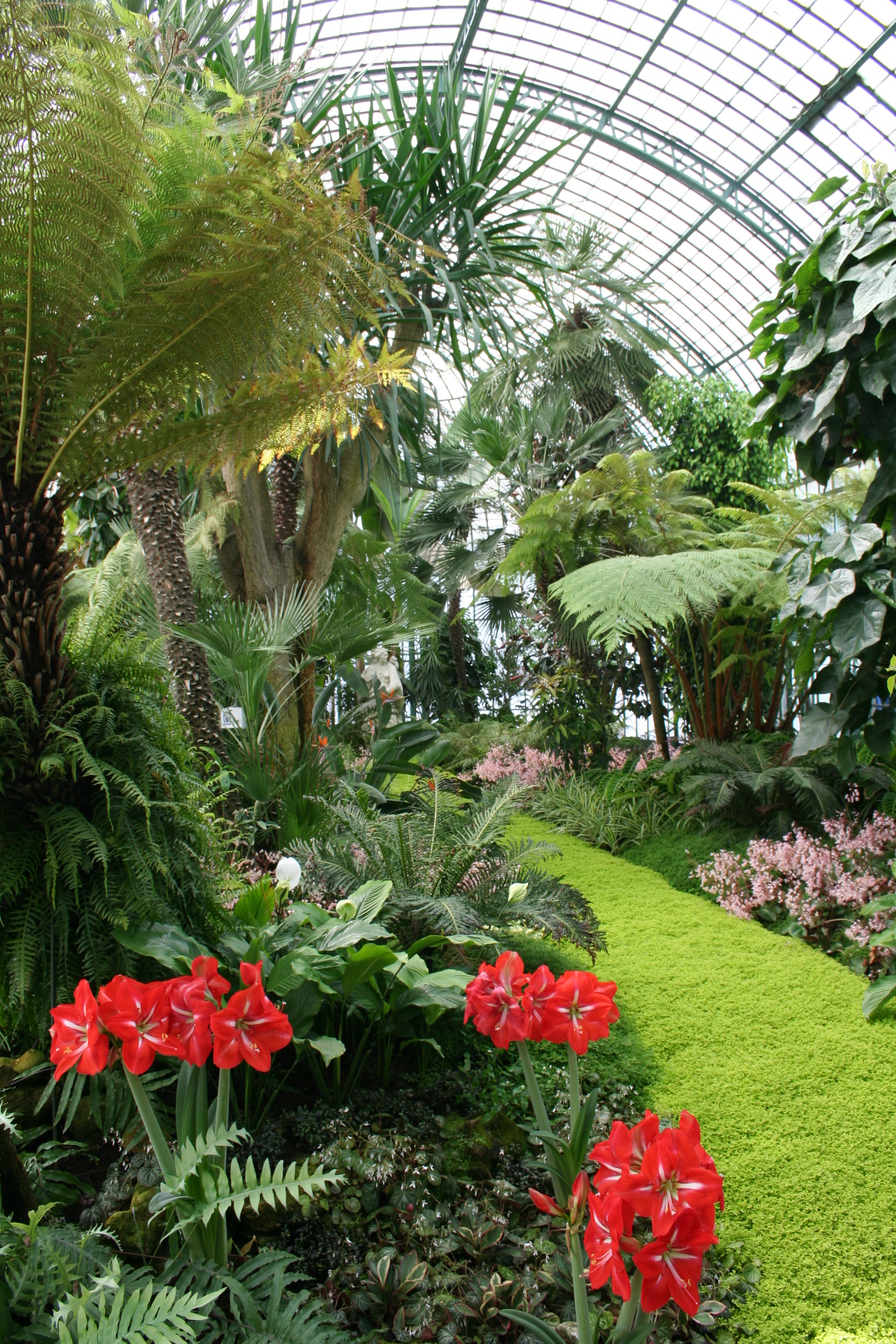
Innenansicht des "Serre de Diane"
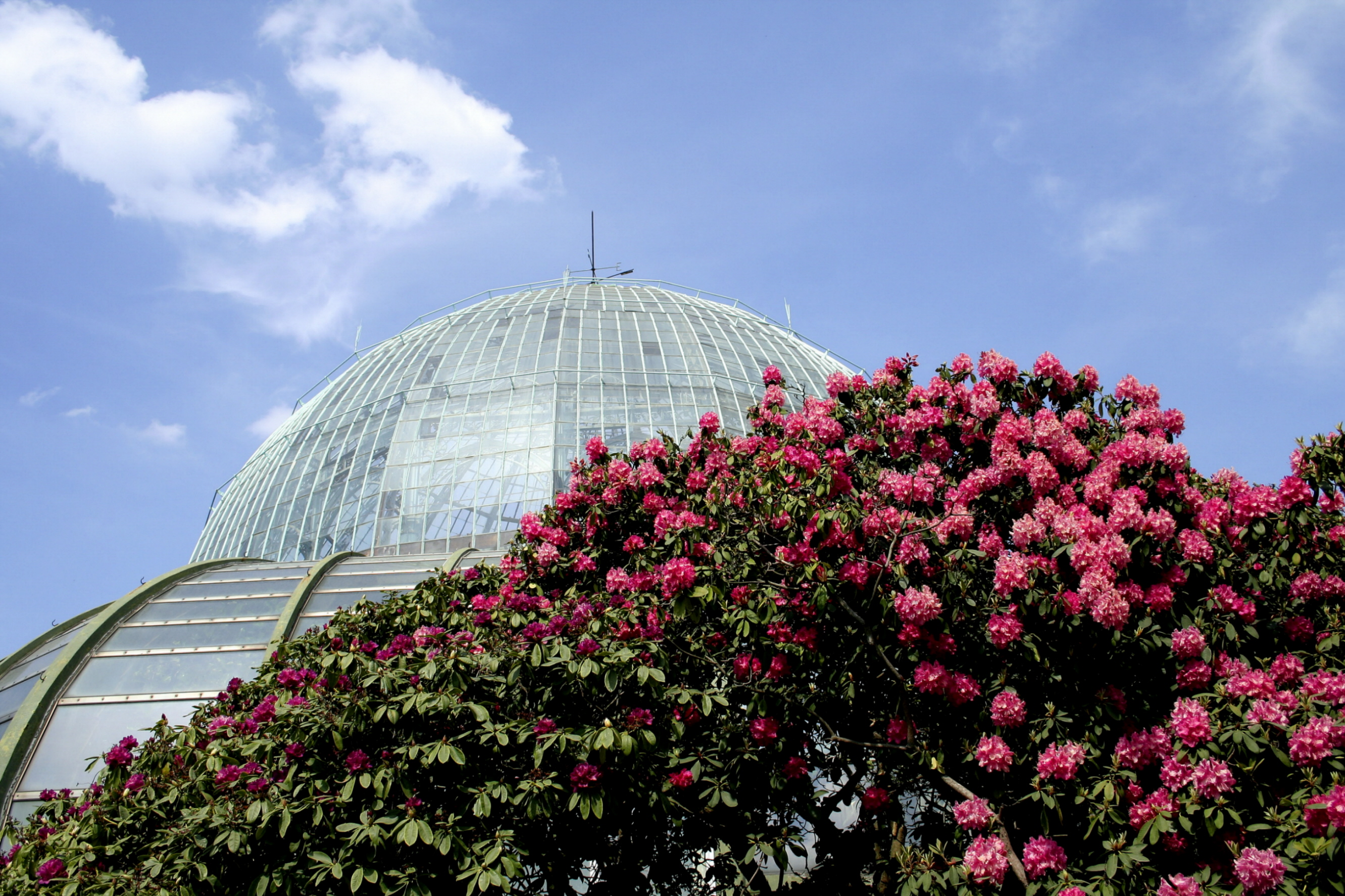
Königliches Hallenbad (früher die "Eisenkirche")
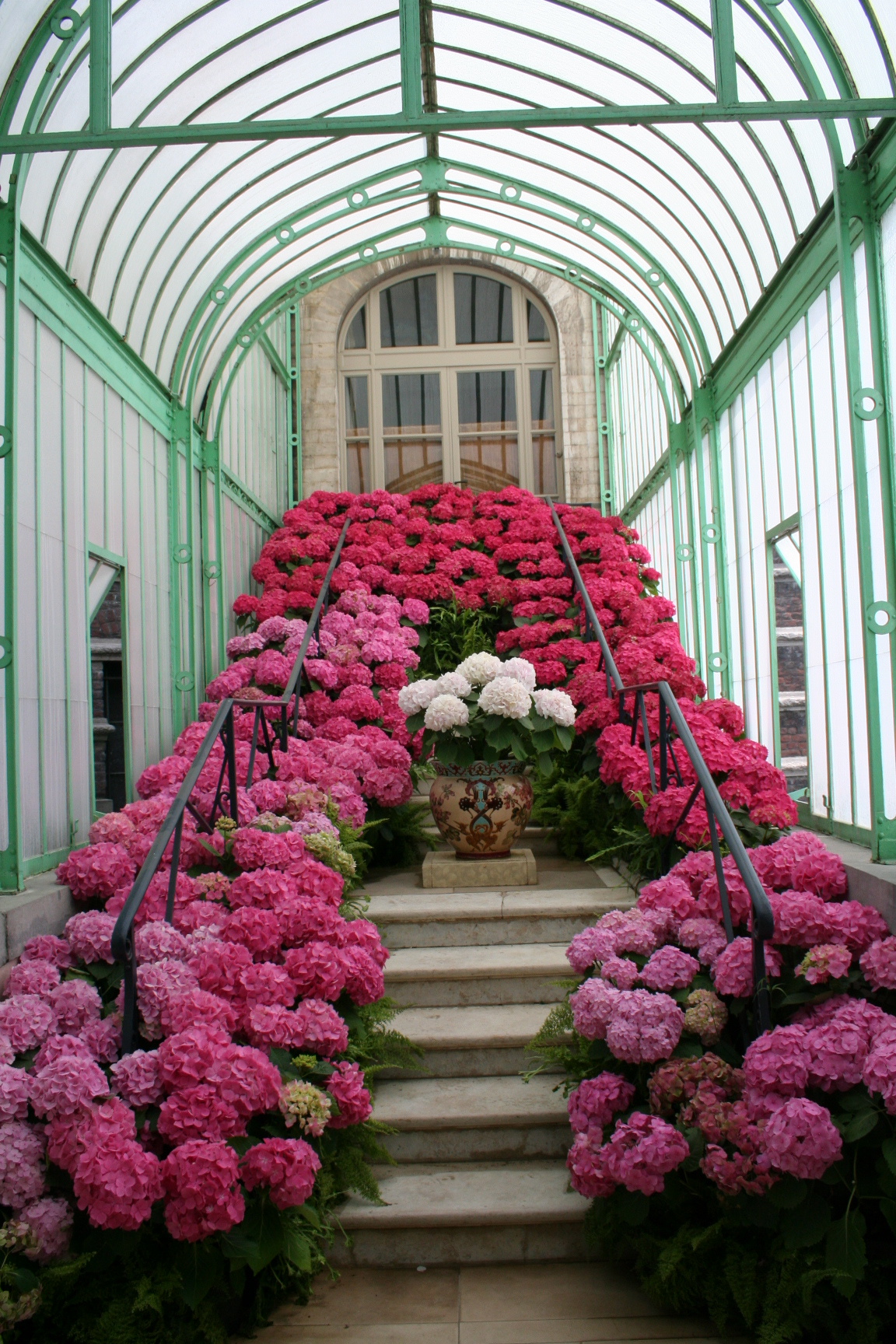
Treppen zu dem "Pavillon des palmiers"